# Liste des dirigeants actuels des provinces de la Sierra Leone
 (août 2023).
Cette page dresse la liste des dirigeants actuels des 4 provinces de la Sierra Leone (3 provinces de droit commun et la Zone occidentale [Ouest]).

## Dirigeants
| Province | Statut            | Nom            | Depuis (le)  |
| -------- | ----------------- | -------------- | ------------ |
| Est      | Resident minister | Karamoh Kabba  | 2014/2016    |
| Nord     | Resident minister | Ali Kamara     | 2008         |
| Ouest    | ...               | ...            | ...          |
| Sud      | Resident minister | Muctarr Conteh | Janvier 2013 |